# دشت خاني (زاز الشرقي)
دشت خاني (بالفارسية: دشت خانی) هي قرية تقع في إيران في قسم زاز الشرقي الریفي.